# Карибская кошачья акула
Карибская кошачья акула (лат. Scyliorhinus boa) — малоизученный вид глубоководных морских хрящевых рыб семейства кошачьих акул отряда кархаринообразных. Эндемик Карибского моря. Максимальный размер составляет 54 см.

## Таксономия
Впервые вид был описан в специальном бюллетене Национального музея США в 1896 году.
Голотип представляет собой неполовозрелого самца длиной 15 см, пойманного в у берегов Барбадоса на глубине 366 м. Видовой эпитет, вероятно, дан из-за сходства пятнистой окраски с окраской обыкновенного удава.

## Ареал
Эндемик Карибского моря. Обитает на островном склоне у берегов Барбадоса, Малых Антильских островов, Гаити, Доминиканской республики и Ямайки, а также на материковом склоне у побережья Гондураса, Коста Рики, Панамы и Колумбии на глубине 329—676 м.

## Описание
У карибской кошачьей акулы довольно тонкое тело. Ширина головы составляет 2/3 от её длины. Ноздри прикрыты широкими клапанами, которые разделены узким промежутком. Второй спинной плавник меньше первого. Основание первого спинного плавника находится позади основания брюшных плавников, а основание второго спинного плавника — над серединой основания анального плавника. Интердорсальное расстояние больше длины основания анального плавника. Грубая кожа покрыта мелкими плакоидными чешуйками. По спине и бокам разбросаны многочисленные тёмные пятнышки, образующие пунктирные контуры седловидных отметин.

## Биология
Вероятно, этот вид размножается, откладывая яйца.

## Взаимодействие с человеком
Этот вид не представляет опасности для человека. Коммерческой ценности не имеет . Глубоководная добыча рыбы в местах обитания в настоящее время отсутствует. Международный союз охраны природы оценил охранный статус данного вида как «Вызывающий наименьшие опасения».